# Metaemene reducta
Metaemene reducta là một loài bướm đêm trong họ Erebidae.